# Kraina etiopska

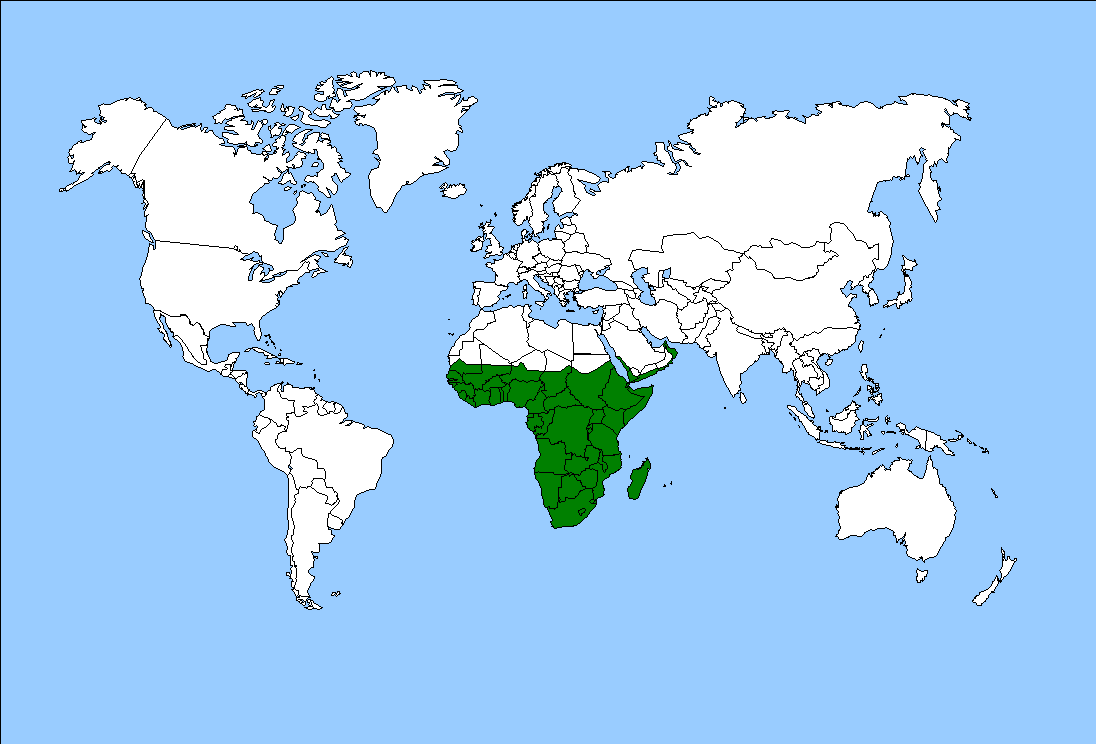
Zasięg krainy etiopskiej

Kraina etiopska (kraina paleotropikalna) – kraina zoogeograficzna obejmująca kontynent afrykański na południe od zwrotnika Raka i przybrzeżny pas Półwyspu Arabskiego. W systemie państw zwierzęcych zalicza się do państwa Arktogea. Do krainy etiopskiej często zalicza się też Madagaskar, który charakteryzuje się jednak tak odmienną fauną, że zdaniem wielu specjalistów zasługuje na wydzielenie w osobną krainę madagaskarską.
Kraina etiopska leży w strefie klimatów równikowych i zwrotnikowych, a dominującymi formacjami roślinnymi są las równikowy i sawanna.
Fauna tego obszaru jest bardzo bogata i zróżnicowana, rozwijała się bowiem na kontynencie ukształtowanym już przed 100 milionami lat. Wiele jest endemitów takich jak dobrze znane żyrafy, zebry, słonie afrykańskie czy hipopotamy. Wykazuje dużo podobieństw do fauny krainy orientalnej, gdyż przez długi czas rozwijały się one jako całość, a ponadto Afryka i Azja mają połączenie lądowe w postaci półwyspu Synaj.
Najbardziej charakterystyczne gatunki zwierząt:
- ptaki – ok. 1700 gatunków, wśród nich 12 rodzin endemicznych, m.in. strusie, trzewikodzioby, sekretarze, turaki i czepigi
- ssaki – lwy, liczne antylopy, zebry, szympansy i goryle, a z endemitów:
  - roślinożerna megafauna: hipopotamy, żyrafy, słoń afrykański i słoń leśny.
  - mrówniki
  - gryzonie: kretoszczury, postrzałki i wiewiórolotki
  - owadożerne: tenreki, złotokrety i ryjoskoczki.
- gady – kameleony (rodzina prawie endemiczna, gdyż tylko pojedyncze gatunki występują w Eurazji).